# David Thompson (actor)
David Thompson (4 de mayo de 1884 – 20 de mayo de 1957) fue un actor, asistente de dirección y director cinematográfico estadounidense, activo en la época del cine mudo.

## Biografía
Nacido en Nueva York, su nombre completo era David Henry Thompson. A lo largo de su carrera como actor, intervino en casi setenta filmes mudos, siendo el primero de ellos el cortometraje de 1911 The Declaration of Independence, producido por Thanhouser Company, y en el cual encarnó a Thomas Jefferson. 
Fue también asistente de dirección (en cuatro filmes) y director de producción (tres filmes). Dirigió una única película, The Stolen Triumph, en 1916.
David Thompson falleció en 1957 en Hollywood, California, a los 73 años de edad.

## Filmografía

### Actor
- The Declaration of Independence (1911)
- The Satyr and the Lady (1911)
- East Lynne, de Theodore Marston (1912)
- The Poacher, de Lucius Henderson (1912)
- Nicholas Nickleby, de George Nichols (1912)
- The Star of the Side Show, de Lucius Henderson (1912)
- On the Stroke of Five, de Lucius Henderson (1912)
- Called Back, de George Nichols (1912)
- One of the Honor Squad, de Lloyd Lonergan (1912)
- Put Yourself in His Place, de Theodore Marston (1912)
- The Thunderbolt (1912)
- The Forest Rose, de Theodore Marston (1912)
- Aurora Floyd, de Theodore Marston (1912)
- The Star of Bethlehem, de Lawrence Marston (1912)
- The Dove in the Eagle's Nest, de Lawrence Marston (1912)
- Psychology of Fear (1913)
- Just a Shabby Doll (1913)
- The Wax Lady (1913)
- The Woman Who Did Not Care (1913)
- The Spoiled Darling's Doll (1913)
- The Children's Conspiracy (1913)
- His Sacrifice (1913)
- King René's Daughter, de Eugene Moore (1913)
- An Errand of Mercy (1913)
- When Darkness Came (1913)
- The Girl of the Cabaret (1913)
- The Missing Witness, de Thomas N. Heffron (1913)
- The Lie That Failed (1913)
- His Last Bet (1913)
- The Message to Headquarters (1913)
- Flood Tide, de Eugene Moore (1913)
- Robin Hood, de Theodore Marston (1913)
- The Twins and the Other Girl (1913)
- The Power ol the Sea, de Travers Vale (1913)
- The Blight of Wealth (1913)
- Uncle's Namesakes (1913)
- His Father's Wife (1913)
- Their Golden Wedding (1914)
- The Runaway Princess  (1914)
- An Elusive Diamond (1914)
- Joseph in the Land of Egypt, de Eugene Moore (1914)
- A Leak in the Foreign Office, de Frederick Sullivan (1914)
- The Desert Tribesman (1914)
- Kathleen the Irish Rose, de Carroll Fleming (1914)
- The Surgeon's Experiment
- A Debut in the Secret Service, de Frederick Sullivan (1914)
- The Musician's Daughter (1914)
- A Mohammedan Conspiracy, de Frederick Sullivan (1914)
- Algy's Alibi (1914)
- The Pendulum of Fate (1914)
- The Harvest of Regrets, de Arthur Ellery (1914)
- The Diamond of Disaster, de Carroll Fleming (1914)
- Old Jackson's Girl, de James Durkin (1914)
- A Madonna of the Poor, de Carroll Fleming (1914)
- The Chasm, de James Durkin (1914)
- The Man with the Hoe (1914)
- Pawns of Fate, de James Durkin (1914)
- A Messenger of Gladness (1914)
- The Volunteer Fireman (1915)
- Helen Intervenes (1915)
- The Smuggled Diamond (1915)
- The Skinflint, de Jack Harvey (1915)
- The Twins of the G.L. Ranch (1915)
- Her Debt of Honor, de William Nigh (1916)
- Notorious Gallagher; or, His Great Triumph, de William Nigh (1916)
- Life's Shadows, de William Nigh (1916)
- The Sunbeam, de Edwin Carewe (1916)
- Sowers and Reapers, de George D. Baker (1917)

### Director
- The Stolen Triumph (1916)

### Ayudante de dirección
- Jess, de George Nichols (1912)
- The Celebrated Scandal, de James Durkin y J. Gordon Edwards (1915)
- The Child of Destiny, de William Nigh (1916)
- Life's Shadows, de William Nigh (1916)